# Tora Vizzone-Hallgren
Tora Vizzone-Hallgren, född 13 april 1896 i Örebro, död 16 oktober 1993 i Rom, var en svensk-italiensk, tecknare och målare.
Hon var dotter till ingenjören Knut Canrobert Hallgren och Elin Engelbrektson och från 1922 gift med Francesco (Frantz) Vizzone. Hon studerade konst vid Tekniska skolan och vid Wilhelmsons målarskola i Stockholm samt för Gabrielle Debillemont-Chardon i Paris 1919–1920 och i Rom 1920–1921. Genom sitt giftermål kom hon att bosätta sig permanent i Italien där hon var verksam som porträttkonstnär. Hennes mest uppmärksammade svenska porträtt är de över Jeremias i Tröstlösa som ingår i Örebro läns museums samling samt ett porträtt som hon målade av Selma Lagerlöf när Lagerlöf besökte Vizzone-Hallgrens mor i Örebro.